# Zico
Zico, eg. Arthur Antunes Coimbra, född 3 mars 1953 i Rio de Janeiro, är en brasiliansk före detta fotbollsspelare (anfallare/mittfältare) och tränare för indiska FC Goa. Zico, i Brasilien ofta kallad "den vite Pelé" anses vara en av Brasiliens allra främsta spelare någonsin, samt en av de absolut bästa spelarna som aldrig vann VM.

## Biografi
Zico deltog i VM-slutspelen 1978, 1982 och 1986. Han utgjorde med bland annat Sócrates, Falcao och Éder i VM 1982 den brasilianska offensiven och den för Brasilien typiska sambafotbollen, jogo bonito. 
Zico ansågs vara en av världens bäste spelare i slutet av 1970-talet och början av 1980-talet. Hans spelstil påminde om Pelés och han behärskade det mesta. Vass målskytt, lysande teknik och spelförstålse och mästerlig frisparksskytt. Han var med i VM första gången 1978 då Brasilien kom på tredje plats I VM 1982 var han fixstjärnan i det "brasselag" som visserligen inte vann VM men som ändå anses vara ett av de bästa fotbollslag som någonsin funnits. Inför VM 1986 hade han haft stora skadeproblem och kunde inte göra sig själv rättvisa. Totalt gjorde Zico 66 landslagsmål i 89 landskamper och totalt 797 mål i 1 086 matcher.
Zico tillbringade större delen av sin karriär i Flamengo, men han spelade också i italienska Udinese och avslutade karriären i japanska ligan. Zico har efter den aktiva karriären verkat som tränare och har bland annat tränat Japans landslag och Fenerbahçe SK.